# 2GB
A 2GB é uma estação de rádio comercial de Sydney, Austrália, que transmite em 873 kHz, AM. 
Transmitiu os Jogos Olímpicos de Verão de 2008 para o país.

## História
A estação começou a transmitir em agosto de 1926. O operador, Theosophical Broadcasting Station Pty Ltd, de propriedade de interesses associados com a filial local da Sociedade Teosófica de Adyar, recebeu uma licença de transmissão de rádio para a área de Sydney.
Em 1936, o controle acionário da estação foi comprado por Denison Estates Ltd. Um novo conselho de diretores foi nomeado sob o presidente Sir Hugh Denison e incluía Frederick Daniell e A. E. Bennett, que continuou como gerente da estação.